# Florian Vernet
Florian Vernet (Besièrs, 19 d'abril de 1941) és un lingüista, pedagog i escriptor occità. Va ser professor d'occità a la Universitat Pau Valèri de Montpeller abans de jubilar-se el 2006. És també un dels membres de l'Acadèmia Occitana - Consistori del Gai Saber, del consell lingüístic del Congrés Permanent de la Llengua Occitana i de l'Institut d'Estudis Aranesos - Acadèmia Aranesa de la Llengua Occitana.

## Biografia
Florian Vernet va néixer el 1941 dins una família on l'occità de Besièrs es barrejava amb el llenguadocià meridional. Va obtenir el títol de professor d'espanyol el 1965 i el 1969 se'n va anar a Provença per treballar al liceu de Brinhòlas. Tres anys després va començar a ensenyar occità en aquest mateix centre educatiu. Més endavant, a partir del 1975, va treballar també com encarregat dels cursos d'occità a l'escola Normal de Draguinhan, on va ensenyar fins al 1988. Entre el 1992 i el 1997 va publicar diverses obres en fulletó a la pàgina "Mesclum" del diari La Marseillaise.
Va entrar com a professor a la Universitat de Montpeller i al setembre del 1998 es va convertir en el director del departament d'occità.
El seu recull de narracions curtes Vides i engranatges li va fer guanyar el Premi Jaufre Rudèl el 2005.
El 2011 va donar al Cirdòc una obra manuscrita sobre els manlleus del francès en occità.

## Obres

### Narrativa
- Qualques nòvas d'endacòm mai. Tolosa: Institut d'Estudis Occitans, A tots 21, 1976.
- Miraus escurs e rabats de guingòi. [Tolosa?]: Institut d'Estudis Occitans, 1991.
- E freud dins aquò? seguit de My name is Degun. Tolosa: Institut d'Estudis Occitans, A tots-Crimis 126, 1995.
- Comedias provençalas = Comédies provençales (amb Gaspard Zerbin). Anglet: Atlantica, 2001.
- Ont'a passat, ma planeta? : seguit de Suça-sang connexion. Tolosa: Institut d'Estudis Occitans, 2001.
- Popre ficcion : Roman cosmico-marselhés. Tolosa : Institut d'Estudis Occitans, 2001.
- Vidas e engranatges, Puylaurens : Institut d'Estudis Occitans, A tots 166, 2004.
- J@rdin de las Delícias.com. Institut d'Estudis Occitans, A tots 177, 2007.
- La princesa Valentina e autres contes. CRDP, 2008.
- Fin de partida. IEO Lengadòc, Besièrs, 2013, 161 p.

### Lingüística
- Petit lexique du provençal à l'époque baroque, Institut d'études niçoises & Centre d'études occitanes, 1996.
- Dictionnaire grammatical de l'occitan moderne. CEO, 2000.
- Dictionnaire grammatical de l'occitan moderne, selon les parlers languedociens. Montpelhièr: Universitat de Montpelhièr, 2004.
- Vocabulaire thématique français-occitan : Selon les parlers languedociens. Montpelhièr: Publicacions de Montpelhièr III, 2005.
- Que dalle! Quand l'argot parle occitan. Institut d'Estudis Occitans, 2007.